# Juin 1927

## Événements
- 4 juin : premier vol sans escale entre les États-Unis et l'Allemagne par l'équipage Chamberlin et Levine sur un Bellanca baptisé Miss Columbia. Les 6 294 km du trajet (nouveau record de distance) sont bouclés en 43 heures et 49 minutes.

- 13 juin, France : arrestation de Léon Daudet.

- 18 juin : 
  - Inauguration du Nürburgring, circuit automobile situé dans les monts de l'Eifel, près de Cologne (Allemagne).
  - Départ de la cinquième édition des 24 Heures du Mans.

- 19 juin :
  - Victoire de Dudley Benjafield et Sammy Davis sur une Bentley aux 24 Heures du Mans.
  - Victoire de Rudolf Caracciola dans la course de l'Eifelrennen.

- 19 juin - 17 juillet : Tour de France. Le Luxembourgeois Nicolas Frantz s’impose devant les Belges Maurice De Waele et Julien Vervaecke.

- 24 juin : premier vol du de Havilland DH.71 Tiger Moth.

- 28 juin : un équipage américain (A.F. Hegenberger et L.J. Maitland) relie San Francisco et Honolulu sans escale sur un Fokker F.VII/3m : 3 890 km en 25 heures et 49 minutes.

## Naissances
- 8 juin : Wiktor Woroszylski, écrivain et poète polonais († 13 septembre 1996).
- 9 juin : Franco Donatoni, compositeur italien († 17 août 2000).
- 10 juin : Eugene Parker, astrophysicien américain († 15 mars 2022).

- 17 juin : Jean-Robert Beaulé, politicien canadien († 9 janvier 2005).
- 23 juin : Bob Fosse, chorégraphe et réalisateur américain († 23 septembre 1987).

## Décès
- 3 juin : Henry Petty-FitzMaurice, gouverneur général du Canada.
- 7 juin : Edmund James Flynn, premier ministre du Québec.
- 26 juin : Armand Guillaumin, peintre français.